# Danubier
Der Danubier (oder Donaupferd) ist eine 1920 in Bulgarien im Donautal gezüchtete Warmblutrasse. Heutzutage findet man sie vor allem in Bulgarien, Ungarn, Kroatien, Bosnien-Herzegowina, Mazedonien und Slowenien. Der Name stammt vom lateinischen Namen der Donau.

## Exterieur
Danubier haben einen großen, ramsnasigen Kopf, der aber ausdrucksvoll und schön erscheint mit starkem Genick und eine muskulöse und massive Schulter. Der Hals ist kräftig und gut getragen. Die Beine haben wenig Behang und sind im Verhältnis zum Körper schlank, dabei kräftig und solide. Ihr Körper ist tief und breit, die Kruppe etwas spitz. Danubier haben eine mächtige Hinterhand. Die Hufe sind sehr hart. Danubier haben einen tiefen Schweifansatz und ein stabiles Fundament. Mähne und Schweif sind lang und fein. Ihr Stockmaß liegt zwischen 150 und 155 cm. Danubier sind hauptsächlich Braune, Rappen oder Füchse, jedoch kommen sie in allen Farben außer als Schecken vor. Sie ähneln den Alt-Oldenburgern, haben aber nicht dieselbe stattliche Haltung und Eleganz.

## Interieur
Danubier gelten als ausdauernd, aktiv, fleißig und zuverlässig.

## Eignung
Danubier werden als gelassene und ruhige Freizeitpferde geschätzt, durch die Veredelung mit englischen Vollblütern eignen sie sich mittlerweile aber auch gut für Turniere, hauptsächlich in den Disziplinen Dressur und Springen. Da sie eigentlich als Arbeitspferd gezüchtet wurden, machen sich Danubier auch gut als Fahrpferde.

## Zuchtgeschichte
Es werden zwei Typen von Danubier-Pferden gezüchtet: Ein leichtes Reit- und ein schweres Fahrpferd.
1920 kreuzte man in Bulgarien Gidrans und Nonius-Pferde, um den steigenden Bedarf an guten Nutzpferden mit Stärke und Genügsamkeit stieg. Diese Kreuzungen waren leichtfuttrig, kompakt, hart und vielseitig aber wenig elegant. So erhielt man das Fahrpferd.
Um ein elegantes und leichtes Reitpferd zu erhalten, veredelte man Danubier mit englischen Vollblütern und russischen Trabern. So bekam es mehr Aktion und ein gutes Springvermögen.
Die Rasse ist konsolidiert und seit 1951 anerkannt. Um zur Zucht zugelassen zu werden, müssen die Pferde in drei Tagen einen Distanzritt über 200 Kilometer absolvieren. Das Staatsgestüt ist Dimitrov.